# مزرعة سوارة
مزرعة سوارة هي قرية في مقاطعة ورزقان، إيران. عدد سكان هذه القرية هو 116 في سنة 2006.